# Rhyacophila extensa
Rhyacophila extensa là một loài Trichoptera trong họ Rhyacophilidae. Chúng phân bố ở miền Cổ bắc.